# Fabian Johnson
Fabian Johnson (født 11. december 1987 i München, Vesttyskland) er en amerikansk/tysk fodboldspiller (højre back). Han spiller for Bundesliga-klubben Borussia Mönchengladbach.
Johnson har spillet hele sin karriere i Tyskland. Inden han i sommeren 2014 skiftede til Gladbach, har han tidligere repræsenteret 1860 München, VfL Wolfsburg og Hoffenheim.

## Landshold
Johnson besidder både et tysk og et amerikansk statsborgerskab, men spiller for USA's landshold. Han står (pr. juni 2014) noteret for 22 kampe og én scoring for holdet, som han debuterede for 11. november 2011 i en venskabskamp mod Frankrig. Han var en del af den amerikanske trup til VM i 2014 i Brasilien.